# Neptis leucoporos
Neptis leucoporos is een vlinder uit de onderfamilie Limenitidinae van de familie Nymphalidae. De wetenschappelijke naam van de soort is voor het eerst geldig gepubliceerd in 1908 door Hans Fruhstorfer.